# Free Radicals
Free Radicals is een korte animatiefilm geregisseerd door Len Lye. Hij begon met de film in 1958 maar had hem pas af in 1979. Hij maakte de film door krassen aan te brengen op een lege filmrol waarna hij er de trommelmuziek van de Afrikaanse Bagirmi-stam onder zette om het idee te wekken dat de erin gekraste lijnen ritmisch bewegen op de muziek. De film werd in 2008 opgenomen in het National Film Registry.